# Nazım Kıbrısi

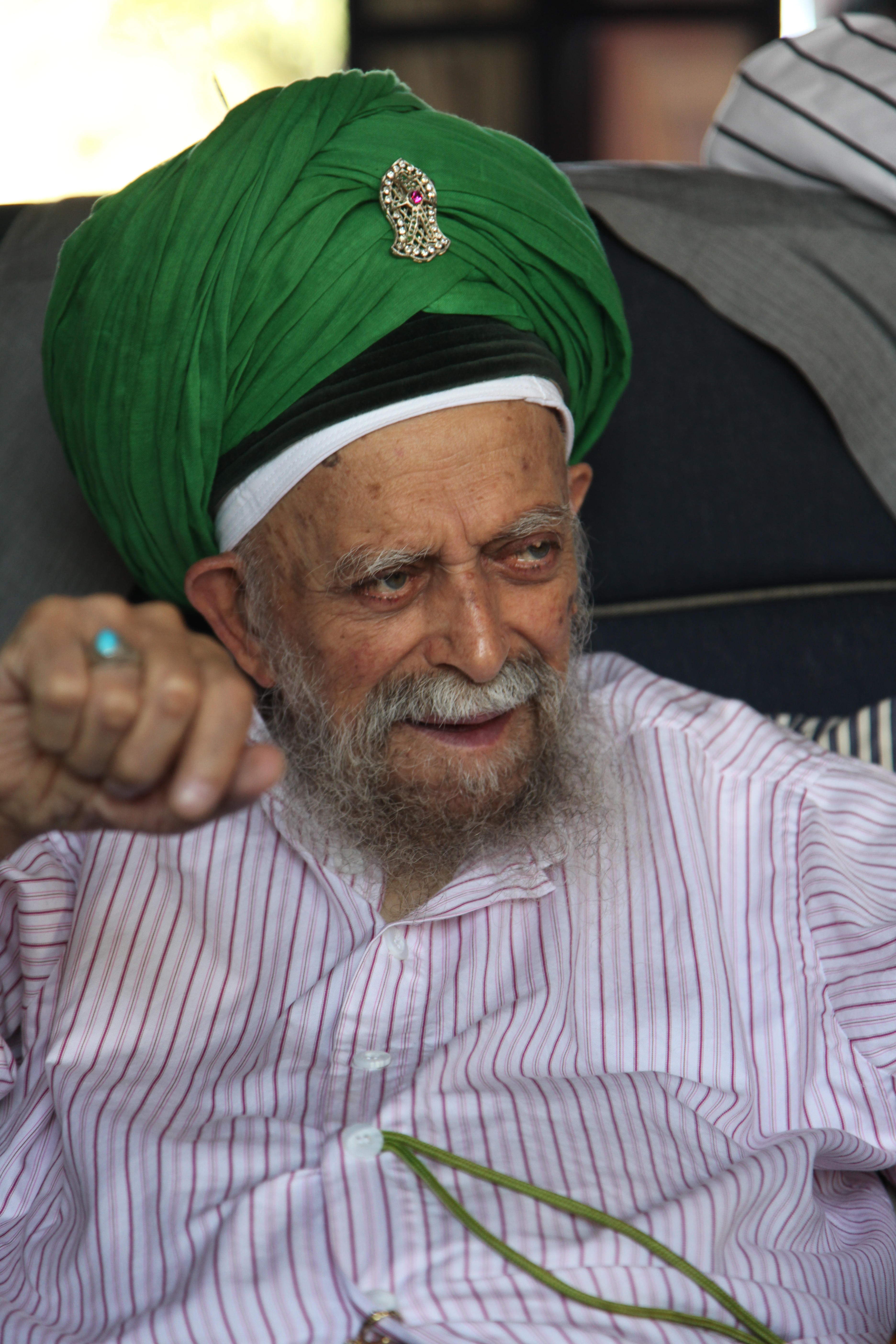
Nazım Kıbrısi, 2008

Nazım Kıbrısi (bürgerlich Mehmet Nâzım Adil; geb. 21. April 1922 in Larnaka, Britische Überseegebiete; gest. 7. Mai 2014 in Nord-Nikosia, Türkische Republik Nordzypern) war ein zyperntürkischer Sufi-Lehrer der Naqschbandi-Tradition, der auf Zypern sowie in London lebte und arbeitete. International war er auch unter dem Namen Scheich Nazım bekannt. Im Türkischen lautet sein Vollname Muhammed Nazım el-Hakkani.

## Leben und Wirken
Scheich Nazım begann 1940 nach dem Schulabschluss ein Studium der Chemie in Istanbul. Er interessierte sich für religiöse Fragen und bekam Kontakt zum Naqschbandi-Orden. Hier erlernte er die arabische Sprache und wurde im islamischen Recht unterwiesen. Er machte sich auf die Suche nach einem spirituellen Führer, einem Scheich, und fand ihn 1945 in Damaskus in Abdullah ad-Dagistani, Großscheich und der 39. Scheich in der Kette (Silsila) des Naqschbandi-Ordens.
Es wird berichtet, dass Scheich Nazım in kurzer Zeit alle Initiationen des Naqschbandi-Ordens erhalten habe. Daraufhin kehrte er nach Zypern zurück, wo er seine eigene Lehrtätigkeit aufnahm. Sein Aufruf, den Gebetsruf in arabischer Sprache zu verrichten, was damals sowohl in der Türkei wie auch auf Zypern verboten war, beschäftigte die lokalen Behörden.
1955 heiratete er in Damaskus Amina Adil, eine aus Tatarstan stammende Schülerin seines Scheichs. Er hielt sich in den Folgejahren in erster Linie in Syrien und im Libanon auf. Nach dem Tode seines Meisters Anfang der siebziger Jahre wurde Scheich Nazım der 40. Großscheich des Naqschbandi-Ordens.
1974 gründete er ein Zentrum in London. Im Laufe seiner Reisen in Länder Europas, Asiens und Nordamerikas schlossen sich ihm weitere Schüler an. Seit 1980 lebte er wieder hauptsächlich in der Türkischen Republik Nordzypern, wo sich in Lefke auch der Hauptsitz seines Ordens befindet.
Scheich Nazım starb am 7. Mai 2014 im Alter von 92 Jahren. Sein Sohn Scheich Muhammad Mehmet Adil wurde als sein Nachfolger zum 41. Großscheich des Naqschbandi-Ordens ernannt.

## Schüler
Schüler von Scheich Nazım sind besonders in Deutschland und in den USA aktiv. Weltweit soll die Zahl seiner Anhänger nach eigenen Angaben etwa eine Million betragen. Für Deutschland wird eine Zahl von etwa 5.000 Anhängern genannt.
In Deutschland leitet sein Schüler Hassan Dyck einen größeren Zirkel deutscher Konvertiten zum Islam, die einen eigenen Verlag unterhalten und Scheich Nazıms Schriften in deutscher Übersetzung herausbringen. Sie sehen ihren Meister als einen fena fi-Illah, einen Menschen, der die höchste erreichbare spirituelle Stufe erreicht hat und Walī Allāh, Freund Gottes, sei. Die Organisation ist in Deutschland unter dem Namen Haqqani Trust – Verein für neue deutsche Muslime aktiv. Sie ist Mitglied des Islamrats für die Bundesrepublik Deutschland und des Zentralrats der Muslime in Deutschland. Unter dem Namen Osmanische Herberge unterhält sie in der Eifel ein Zentrum.
Daneben ist das Sufi Zentrum Rabbaniyya um Scheich Eşref Efendi in Köln, Berlin und am Bodensee aktiv.
In Österreich sind Scheich Nazıms Schüler als Verein Harmonie der Herzen aktiv.
In den USA sind sie mit der Stiftung „Haqqani Foundation“ vertreten, die verschiedene Niederlassungen, einen Verlag und ein Studienzentrum in Michigan unterhält.
Scheich Nazım oder die sich auf ihn beziehenden Institutionen haben keinen Bezug zu der militanten Terrororganisation des Haqqani-Netzwerks, das in Afghanistan und Pakistan tätig ist.